# 秧坝河
秧坝河，也称百口河，位于中国贵州省黔西南州册亨县南部，是西江南盘江段左岸支流，发源于册亨县海拔1402米的昂令当，向东流经秧坝镇，至坝油转东南流，最后于百口乡入南盘江。河长90公里，平均比降12.1‰，流域面积618平方千米。流域内建有伟帮、洞里、荣丁等水电站，总装机容量18.05兆瓦，年发电量8300万千瓦时。